# Upplands runinskrifter 222
Upplands runinskrifter 222 är ett försvunnet vikingatida runstensfragment som funnits i Vallentuna kyrka, Vallentuna socken och Vallentuna kommun. Den enda uppgift som finns om detta fragment är från Johannes Bureus. Bureus angav inte närmare var stenen ska finnas och någon avbildning av ristningen finns inte.

## Inskriften
Translitterering av runraden:
[... sten : þansa : u(k) : iþun...]
Normalisering till runsvenska:
... stæin þennsa ok ...
Översättning till nusvenska:
... denna sten och ...